# Hvalopj'ev S'ūncu
Hvalopj'ev S'ūncu: akkadski pjesmotvori u hrvatski pretočeni i komentarima popraćeni po Bulcsúu Lászlóu zbirka je akadskih pjesama u prijevodu Bulcsúa Lászlóa, popraćenih studijama o akadskom jeziku i mitologiji, te o Bulcsúovim pravopisnim rješenjima koja se ostvaruju u prijevodima. Knjiga je izdana u Zagrebu, 2012. godine. Zbirka sadrži sve do sada tiskane Bulcsúove prijevode s akadskoga jezika.

## Sadržaj
- Uvodna riječ (Zdravka Matišić)
- Prȉpovijest o siròmahu ìz‿Nippura
- Spjev o‿stvāranju 'svijeta (Enūma eliš)
- Hvalopj'ev S'ūncu
- Trāva od‿srca
- Silazak Ištarin
- Dodatak
- Pogovor (Bojan Marotti)

## Vanjske poveznice
- Hvalopj'ev S'ūncu – digitalizirana knjiga